# Západní Ťan-šan
Západní Ťan-šan je geografické vymezení části rozsáhlého pohoří Ťan-šan ve střední Asii. Rozprostírá se v historickém regionu Turkestánu, na území států Kazachstán, Kyrgyzstán a Uzbekistán. Geologicky sestává z hřbetů Čatkalský, Ugamský, Pskemský, Kuraminský, dle jiných definicí zahrnuje i hřbety Talaský Alatau, Kyrgyzský hřbet, Zailijský a Kungej Alatau. Zároveň se jedná o název přeshraniční lokality přírodního dědictví UNESCO.
V roce 2016 bylo na seznam světového přírodního dědictví zapsáno třináct nesousedících území ve výše zmíněných 3 státech právě pod souhrnným názvem „Západní Ťan-šan“ (7 v Kazachstánu, 4 v Kyrgyzstán a 2 v Uzbekistánu). Souhrnná plocha těchto chráněných oblastí je více než 5 000 km². Pod ochranou UNESCO jsou části přírodních rezervací Aksu-Jabagly, Karatau, Sayram-Ugam, Sary-Chelek, Besh-Aral, Padyshata a Chatkal. Nadmořská výška se pohybuje od 700 do 4500 m n. m.
Ze zdejší flory lze uvést např. divoké příbuzné šlechtěných plodin meruňky Armeniaca vulgaris, jabloně Malus sieversii či vlašských ořechů Juglans regia, dále pak Crataegus knorringiana, Lonicera karataviensis, Betula talassica, Spiraeanthus schrenkianus. Faunu reprezentují např. raroh velký, orlosup bradatý, sup mrchožravý, sup hnědý, irbis, argali turkestánský a ťanšanský, medvěd plavý, rys altajský, dhoul, svišť Menzbierův a tchořík skvrnitý.

## Fotogalerie

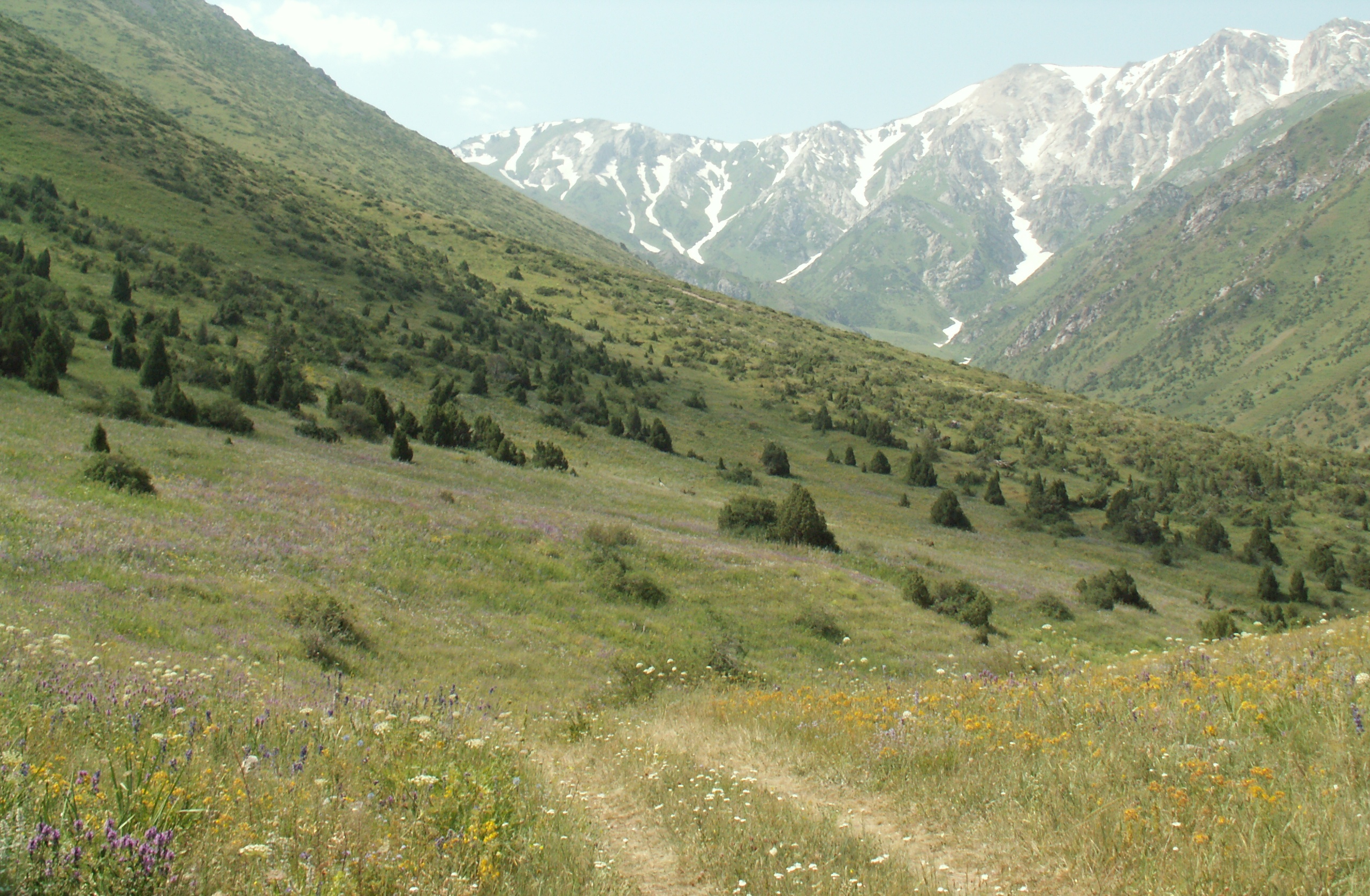
Aksu Jabagly
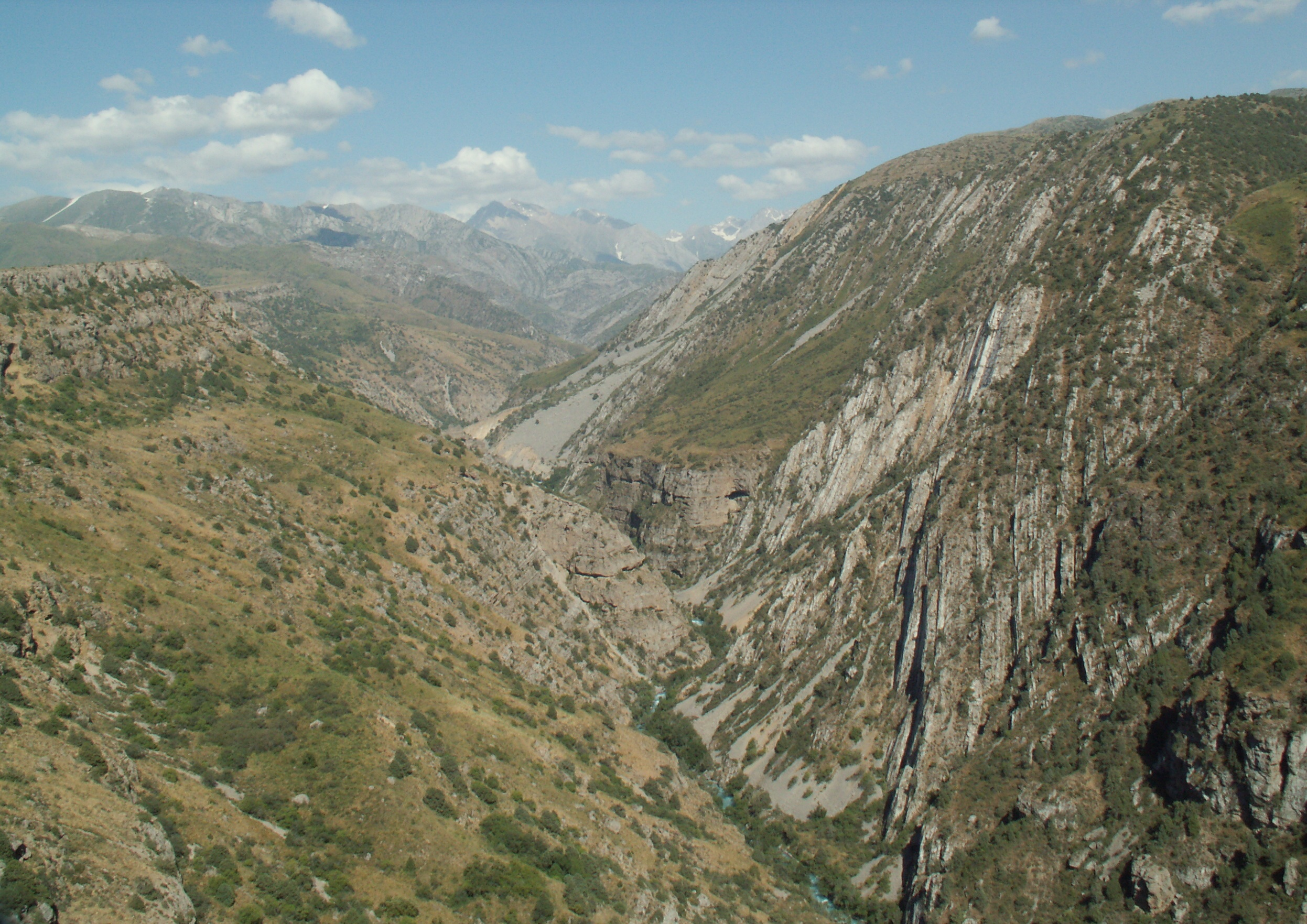
Aksu Jabgly
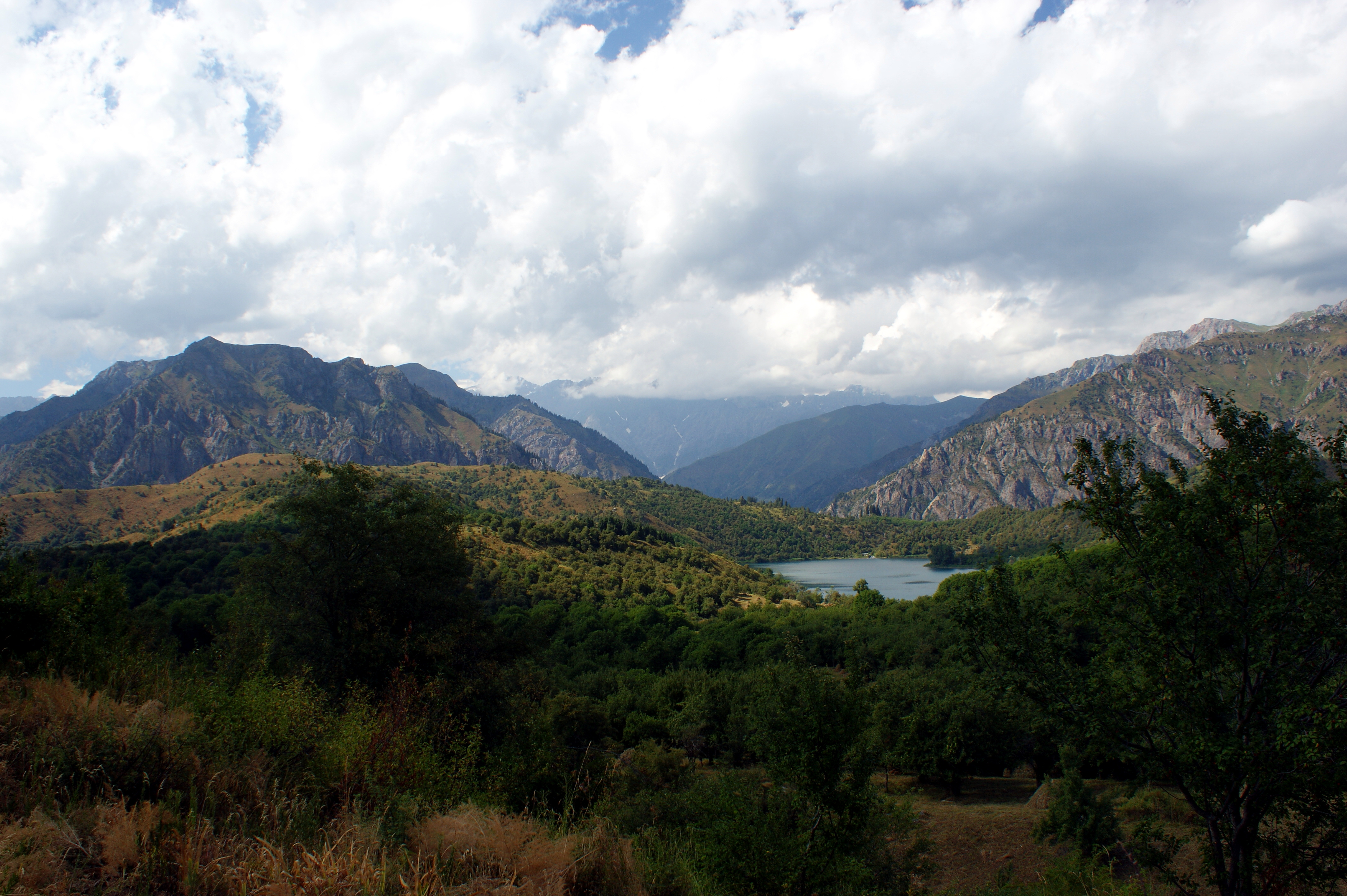
Sary Chelek
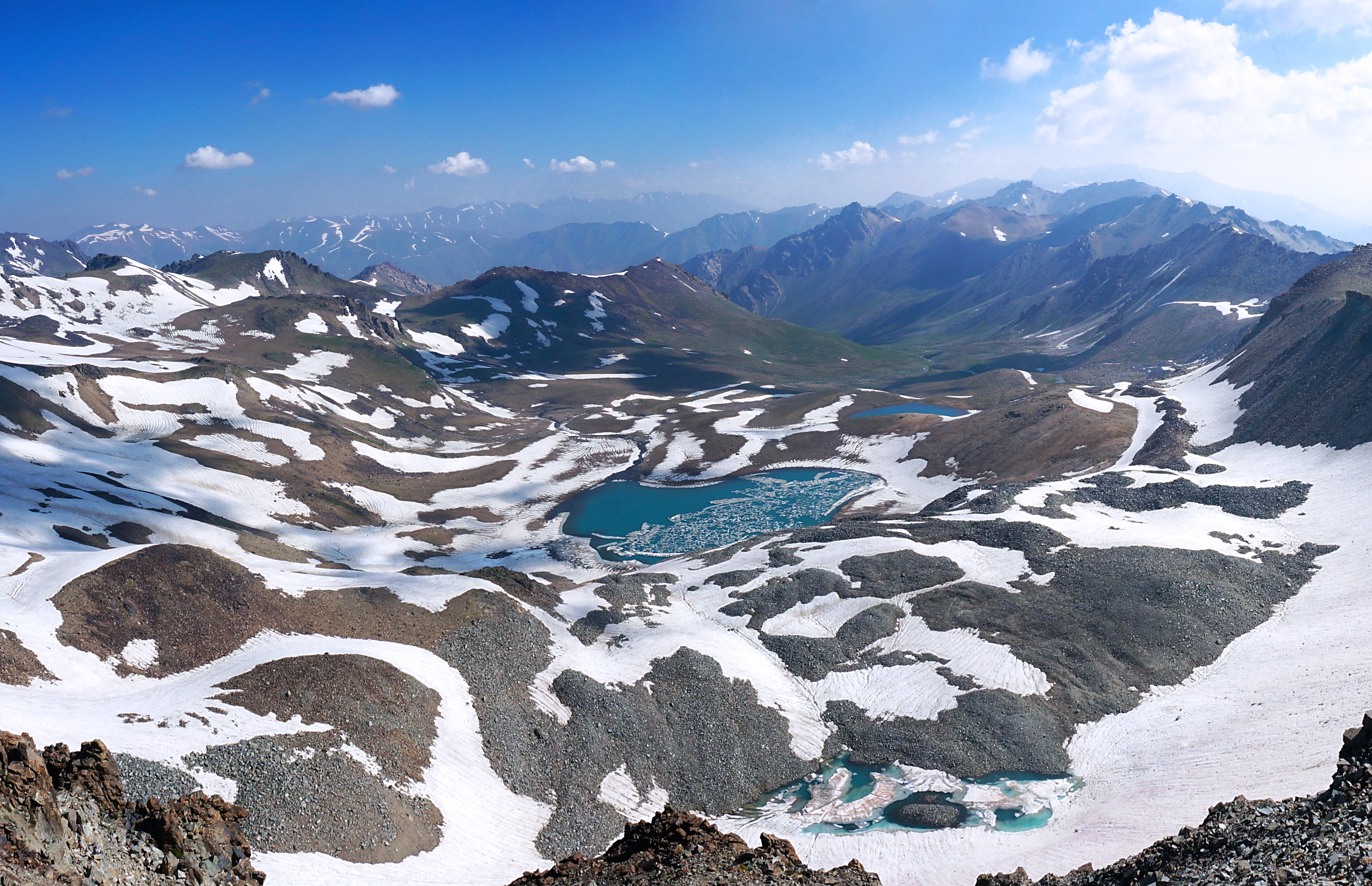
Chatkal